# Castelo de Rheinfels

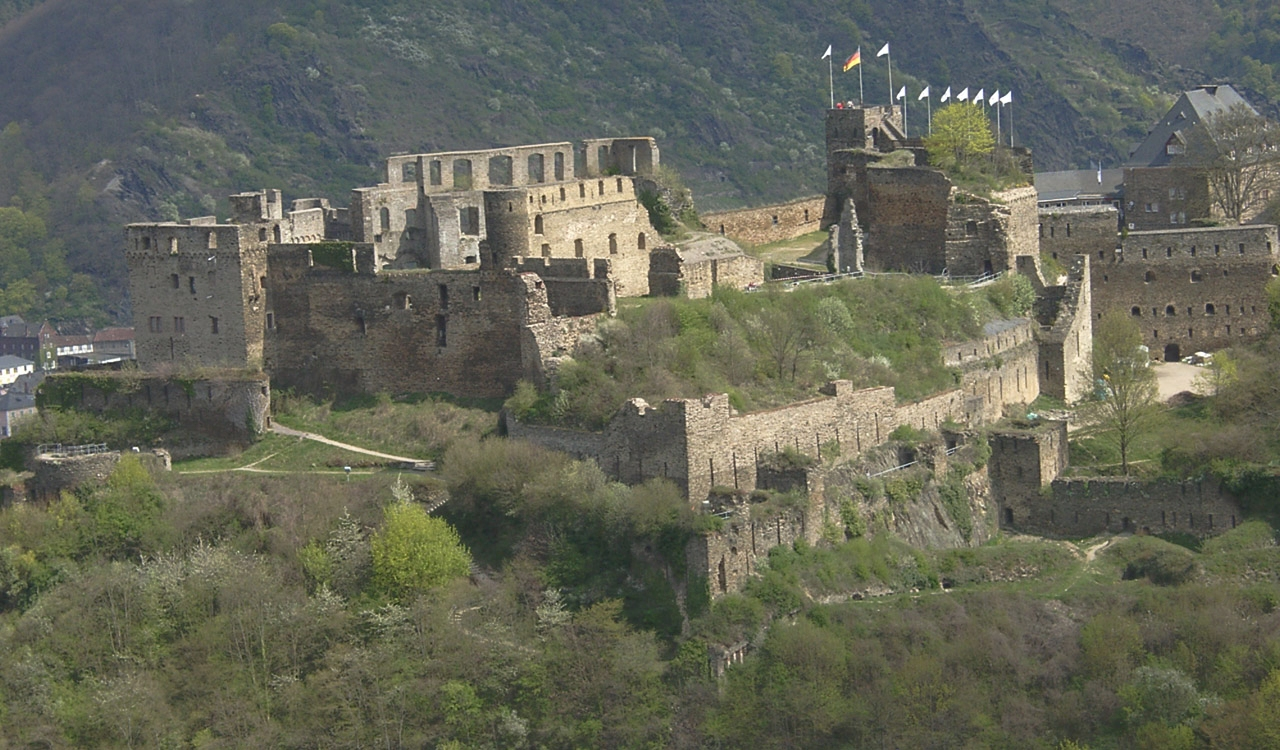
Castelo de Rheinfels, Alemanha.

O Castelo de Rheinfels (Burg Rheinfels, em alemão) localiza-se na cidade de Sankt Goar, na Alemanha.

## História
A sua construção teve início em 1245 por ordem do conde Diether V de Katzenelnbogen.
Ficou parcialmente destruído pelas tropas do Exército Revolucionário Francês em 1797.
É o maior castelo que pode ser visto do rio Reno. Atualmente encontra-se requalificado como um luxuoso hotel e museu.